# Льюта
Льюта (исп. Rio Lluta) — река, расположенная в северной части области Арика-и-Паринакота в Чили. Её истоки находятся на западных склонах Анд в провинции Паринакота, в нескольких километрах к югу от границы с Перу, впадает она в Тихий океан приблизительно в 4 км к северу от города Арика.
Льюта образуется при слиянии ручья Каракарани (который образуется на склонах вулкана Такора), и реки Асуфре на высоте приблизительно 3900 м. Вдоль её первых 36 км река течет на юго-восток и затем начинает медленно поворачивать на запад. Далее река начинает протекать по каньону, вырезанному той же самой рекой в туфах риолита и других отложениях.
Около Сокорома река поворачивает прямо на запад, и только на выходе из каньона река начинает расширяться. В Чиронта, приблизительно в 70 км от моря, появляются первые фермы, продукция которых имеет большое значение для питания местных жителей. Наконец, река впадает в Тихий океан обширной дельтой в нескольких километрах от Арики.
Гидрологический режим бассейна реки зависит от дождей. Увеличение её водного объема происходит главным образом в январе и феврале, как следствие явления, известного как боливийская зима.

## Притоки
Основные притоки реки Льюта: река Асуфре и горные ручьи Каракарани, Кольпитас и Сокорома.